# William Yslas Vélez
Pour les articles homonymes, voir Vélez.
William "Bill" Yslas Vélez est un mathématicien américain, professeur émérite à l'Université de l'Arizona et membre élu de l'Association américaine pour l'avancement des sciences. De 1992 à 1996, Vélez a été président de la Society for the Advancement of Chicanos/Hispanics and Native Americans in Science (en) (SACNAS).

## Formation et carrière
À l'Université de l'Arizona, il a obtenu un B.Sc. en 1968, M.Sc. en 1972, et un doctorat en 1975. Sa thèse de doctorat a été rédigée sous la direction de Henry Mann. Vélez est devenu membre de l'American Mathematical Society en janvier 2013. En 2017, il a été sélectionné comme membre de l'Association for Women in Mathematics dans la classe inaugurale.

## Prix et distinctions
En 2014, Vélez a remporté le prix M. Gweneth Humphreys de l'Association for Women in Mathematics pour son mentorat d'étudiants en mathématiques et en particulier de femmes en mathématiques.

## Publications notables

### Brevets
- Procédé et appareil pour supprimer les interférences des signaux de communication étalés [6]
- Procédé et appareil pour supprimer les interférences d'amplitude linéaire des signaux de communication étalés [7]
- Antiparasite simplifié [8]
- Intégrateur de processeur adaptatif pour la suppression des interférences [9]